# Tatiána Goúsin
Tatiána Goúsin (en grec moderne : Τατιάνα Γκούσιν), née le 26 janvier 1994 à Orhei en Moldavie, est une athlète grecque, spécialiste du saut en hauteur .

## Biographie
Tatiána Goúsin naît le 25 ou le 26 janvier 1994 à Orhei en Moldavie. Elle y grandit jusqu'à l'âge de huit ans puis vient vivre et suivre sa scolarité en Grèce. Après le secondaire, elle part étudier aux États-unis, où elle fait des études en communication et journalisme, avec une perspective en photographie, à l'université de Géorgie.

### Athlétisme
Elle pratique le sport dès son plus jeune âge et, en raison de ses qualités physiques (1,88 m actuellement), elle choisit le saut en hauteur. Elle fait partie du club de sport, G.S. Kephissia.

### Performances
- 2013 : 5e aux Championnats d'Europe juniors d'athlétisme de Rieti avec 1,81 m[2].
- 2014 : Elle franchit 1,86 m lors d'une compétition à Árgos Orestikó.
- 2015 : 3e aux Championnats d'Europe par équipe, à Héraklion, avec 1,85 m.
- 2015 : Elle passe 1,79 m aux Championnats d'Europe des jeunes à Tallinn[2].
- 2019 : Elle réalise sa meilleure performance, au Pirée, franchissant 1,94 m, établissant un record individuel[3].

### Palmarès
| Date | Compétition                    | Lieu       | Résultat | Marque |
| ---- | ------------------------------ | ---------- | -------- | ------ |
| 2017 | Championnats des Balkans       | Novi Pazar | 1re      | 1,91 m |
| 2022 | Jeux méditerranéens            | Oran       | 2e       | 1,90 m |
| 2024 | Championnats du monde en salle | Glasgow    | 7e       | 1,88 m |
| 2024 | Jeux olympiques                | Paris      | 9e       | 1,86 m |

Elle remporte les championnats nationaux, en 2014, avec 1,83 m, en 2015, avec un saut à 1,79 m, en 2017, 2019, 2021, 2022, 2024.

### Records
| Épreuve         | Épreuve   | Marque | Lieu     | Date           |
| --------------- | --------- | ------ | -------- | -------------- |
| Saut en hauteur | Plein air | 1,94 m | Athènes  | 19 juin 2024   |
| Saut en hauteur | En salle  | 1,94 m | Le Pirée | 9 février 2019 |